# Tremelimumab
Il tremelimumab, venduto sotto il nome di Imjudo, è un anticorpo monoclonale utilizzabile nel trattamento del carcinoma epatocellulare nel caso in cui quest'ultimo non possa essere totalmente eradicato con un intervento chirurgico di asportazione; può essere impiegato anche nella terapia del carcinoma del polmone a cellule non piccole (escludendo dunque i microcitomi), anche allo stadio 4 (presenza di metastasi a distanza). Il tremelimumab viene somministrato per via endovenosa avendo cura di iniettarlo non troppo rapidamente.
La Food and Drug Administration ha approvato l'uso medico dell'anticorpo negli Stati Uniti nel 2022. A partire dallo stesso AstraZeneca, la casa farmaceutica produttrice del tremelimumab, ha più volte sollecitato l'Agenzia europea per i medicinali ad approvare l'utilizzo del farmaco anche nell'Unione europea.
Nel 2022, negli Stati Uniti, la dose standard di 75 mg di tremelimumab costava circa 10 300 dollari.

## Farmacologia
Il suo impiego viene spesso associato alla somministrazione del durvalumab, altro anticorpo monoclonale. Il tremelilumab è un inibitore dei punti di controllo della risposta immunitaria, dal momento che blocca il CTLA-4, ossia un antigene espresso sulla membrana cellulare dei linfociti T citotossici (i cosiddetti linfociti T-CD8+).

## Effetti collaterali
Circa il 41% dei pazienti che assumono il tremelimumab sviluppa effetti collaterali anche seri; tra di essi si annoverano rash cutaneo, astenia, prurito generalizzato, mialgie, diarrea e problemi più gravi riguardanti le reazioni autoimmuni date dall'iperattivazione del sistema immunitario, come le polmoniti, le coliti e le epatiti autoimmuni. Circa l'8% di chi si sottopone al trattamento con tremelimumab muore a causa degli effetti avversi del farmaco, tra cui l'arresto cardiaco (che colpisce lo 0,5% di chi riceve questa terapia anticorpale).